# Sentinelski jezik
Sentinelski jezik (ISO 639-3: std), južnoandamanski jezik kojim govori oko 100 ljudi (2000) na otoku Sjeverni Sentinel u Bengalskom zaljevu, Andamani, Indija. 
O jeziku se zna veoma malo, i s rezervom se smatra da je srodan jeziku öñge [oon]. Etnička grupa (pleme) Sentinel ili Sentinelci.

## Vanjske poveznice
- Ethnologue (14th)
- Ethnologue (15th)
- Vishvajit Pandya, In the Forest: Visual and Material Worlds of Andamanese History (1858-2006)